# Johann Friedrich Müller (Oberamtmann)
Johann Friedrich Müller (* 14. November 1773 in Nabern; † 1826) war ein württembergischer Oberamtmann.

## Leben und Werk
Der Sohn eines evangelischen Pfarrers besuchte die Lateinschule in Kirchheim unter Teck. Nach dem anschließenden Studium war er Amtmann und Oberzoller in Knittlingen. 1811 übernahm er als Oberamtmann die Leitung des Oberamts Geislingen. Ende 1824 schied er aus dem Dienst aus. 